# Championnat d'Espagne de basket-ball 2015-2016
Navigation
2014-2015 2016-2017
| \| Andorre-la-Vieille Bilbao Barcelone Vitoria Saint-Sébastien Séville Estudiantes / Real Fuenlabrada Badalone Manresa Murcie Compostelle Malaga Valence Saragosse \| Clubs localisés en Espagne et Andorre. |
| Andorre-la-Vieille Bilbao Barcelone Vitoria Saint-Sébastien Séville Estudiantes / Real Fuenlabrada Badalone Manresa Murcie Compostelle Malaga Valence Saragosse                                              |

| \| San Cristóbal de La Laguna Las Palmas de Gran Canaria \| Clubs localisés aux Îles Canaries. |
| San Cristóbal de La Laguna Las Palmas de Gran Canaria                                          |

La saison 2015-2016 de la Liga Endesa est la trente-troisième édition du championnat d'Espagne de basket-ball sous l'appellation « Liga Endesa ». Elle oppose les dix-huit meilleurs clubs d'Espagne et d'Andorre en une série de trente-quatre journées.
Le Real Madrid défend son titre face aux dix-sept mêmes équipes que lors de la saison 2014-2015, aucun promu n'accède à la Liga Endesa. Les madrilènes remportent le championnat pour la seconde saison consécutive, aux dépens du FC Barcelone, finaliste.

## Formule de la compétition
Dix huit équipes s'affrontent lors de la saison régulière sous forme de matches aller-retour. Chaque formation dispute trente-quatre rencontres, soit dix-sept à domicile et dix-sept à l'extérieur. À l'issue des matches aller, les équipes classées de la première à la huitième place disputent la Coupe du Roi. À la fin de la saison, les huit meilleures équipes sont qualifiées pour les playoffs. Les équipes classées 17e et 18e sont reléguées en LEB Oro. Le vainqueur des playoffs est couronné champion d'Espagne.
L'édition 2016 de la Coupe du Roi (80e édition) se déroule au Coliseum da Coruña à La Corogne en Galice. Les huit équipes s'affrontent sur un week-end, du 18 au 21 février, sous forme de matches à élimination directe.
Les playoffs se tiennent à partir du 26 mai 2016 et se déroulent en trois tours. Les quarts de finale opposent entre le 26 et le 31 mai le premier de la saison régulière au huitième, le second au septième, le troisième au sixième et le quatrième au cinquième. Pour accéder aux demi-finales les équipes doivent remporter deux des trois matches. Si une équipe remporte les deux premiers matches de la série, la troisième rencontre n'est pas disputée.
Les demi-finales et la finale se déroulent quant à elles au meilleur des cinq manches. Les deux premières rencontrent se jouent chez l'équipe la mieux classée lors de la saison régulière, les matches 3 et 4 se tiennent chez l'équipe la moins bien classée et le match 5 décisif se joue de nouveau chez le meilleur bilan. Si une équipe atteint les trois victoires avant le match 4 ou le match 5, ces derniers ne sont pas disputés. 

## Clubs engagés
Pour des raisons financières, les promus sportifs de LEB Oro 2014-2015 ne sont pas autorisés à rejoindre la Liga Endesa. En effet, CB Tizona (Burgos), pourtant premier de la saison régulière et champion de seconde division, ne remplit pas les conditions financières nécessaires à l'accession à la première division et qui par ailleurs quitte le monde professionnel pour repartir en cinquième division espagnole. Le problème est similaire pour le Club Ourense Baloncesto (Orense), pourtant vainqueur du barrage de promotion de LEB Oro mais dont le dossier est rejeté par la ligue, qui contraint le club à rester une saison supplémentaire en seconde division. Respectivement dix-septième et dix-huitième de la saison 2014-2015, Saint-Sébastien et Fuenlabrada sont repêchés. Ainsi, les dix-huit clubs engagés sont les mêmes que lors de la saison 2014-2015.
Légende des couleurs
- Promu de LEB Oro 2014-2015
- Champion en titre
- Finaliste lors de la saison 2014-2015
- Repêché pour raisons administratives

| Club                           | Class. 2015 | Entraîneur           | Salle                                         | Capacité | Ville(s)                      |
| ------------------------------ | ----------- | -------------------- | --------------------------------------------- | -------- | ----------------------------- |
| MoraBanc Andorra               | 14e         | Joan Peñarroya       | Polideportiu d'Andorra                        | 5 000    | Andorre-la-Vieille ( Andorre) |
| FIATC Joventut                 | 7e          | Salva Maldonado      | Pavillon olympique de Badalone                | 8 500    | Badalone                      |
| FC Barcelona Lassa             | 2e          | Xavi Pascual         | Palau Blaugrana                               | 7 585    | Barcelone                     |
| Dominion Bilbao Basket         | 4e          | Sito Alonso          | Bilbao Arena                                  | 10 014   | Bilbao                        |
| Montakit Fuenlabrada           | 18e         | José Ramón Cuspinera | Polideportivo Fernando Martin                 | 5 100    | Fuenlabrada                   |
| Herbalife Gran Canaria         | 8e          | Aíto García Reneses  | Gran Canaria Arena                            | 9 870    | Las Palmas de Gran Canaria    |
| Movistar Estudiantes Madrid    | 13e         | Sergio Valdeolmillos | Barclaycard Center                            | 12 000   | Madrid                        |
| Real Madrid                    | 1er         | Pablo Laso           | Barclaycard Center                            | 12 000   | Madrid                        |
| Unicaja Málaga                 | 3e          | Joan Plaza           | Palacio de Deportes José María Martín Carpena | 10 233   | Malaga                        |
| ICL Manresa                    | 16e         | Ibon Navarro         | Pavelló Nou Congost                           | 5 000    | Manresa                       |
| Universidad Católica de Murcia | 10e         | Fótis Katsikáris     | Palacio Municipal De Deportes                 | 7 341    | Murcie                        |
| Rio Natura Monbus Obradoiro    | 12e         | Moncho Fernández     | Multiusos Fontes do Sar                       | 5 060    | Saint-Jacques-de-Compostelle  |
| RETAbet.es GBC                 | 17e         | Porfirio Fisac       | San Sebastián Arena 2016                      | 11 000   | Saint-Sébastien               |
| Iberostar Tenerife             | 11e         | Txus Vidorreta       | Pabellon Insular Santiago Martin              | 5 003    | San Cristóbal de La Laguna    |
| CAI Zaragoza                   | 9e          | Andreu Casadevall    | Pavillon Príncipe Felipe                      | 10 500   | Saragosse                     |
| Baloncesto Sevilla             | 15e         | Luis Casimiro        | Palacio Municipal de Deportes San Pablo       | 7 626    | Séville                       |
| Valencia Basket Club           | 5e          | Pedro Martínez       | Pabellon Municipal Fuente San Luis            | 9 000    | Valence                       |
| Laboral Kutxa Baskonia         | 6e          | Velimir Perasović    | Fernando Buesa Arena                          | 15 504   | Vitoria-Gasteiz               |

## Saison régulière

### Classement
| Rang | Équipe             | Pts | J  | G  | P  | Pp   | Pc   | Diff |
| ---- | ------------------ | --- | -- | -- | -- | ---- | ---- | ---- |
| 1    | Barcelone F        | 63  | 34 | 29 | 5  | 2835 | 2384 | 451  |
| 2    | Real Madrid T, R   | 63  | 34 | 29 | 5  | 3229 | 2767 | 462  |
| 3    | Valence            | 62  | 34 | 28 | 6  | 2831 | 2501 | 330  |
| 4    | Vitoria-Gasteiz    | 58  | 34 | 24 | 10 | 2987 | 2703 | 284  |
| 5    | Gran Canaria       | 55  | 34 | 21 | 13 | 2818 | 2705 | 113  |
| 6    | Malaga             | 54  | 34 | 20 | 14 | 2637 | 2508 | 129  |
| 7    | Murcie             | 52  | 34 | 18 | 16 | 2683 | 2663 | 20   |
| 8    | Fuenlabrada        | 51  | 34 | 17 | 17 | 2793 | 2854 | -61  |
| 9    | Tenerife           | 50  | 34 | 16 | 18 | 2610 | 2708 | -98  |
| 10   | Bilbao             | 50  | 34 | 16 | 18 | 2647 | 2726 | -79  |
| 11   | Séville            | 48  | 34 | 14 | 20 | 2662 | 2873 | -211 |
| 12   | Saragosse          | 47  | 34 | 13 | 21 | 2719 | 2777 | -58  |
| 13   | Joventut Badalona  | 47  | 34 | 13 | 21 | 2634 | 2783 | -149 |
| 14   | Andorre-la-Vieille | 46  | 34 | 12 | 22 | 2744 | 2827 | -83  |
| 15   | Obradoiro          | 44  | 34 | 10 | 24 | 2564 | 2685 | -121 |
| 16   | Manresa            | 44  | 34 | 10 | 24 | 2383 | 2669 | -286 |
| 17   | Estudiantes Madrid | 43  | 34 | 9  | 25 | 2564 | 2789 | -225 |
| 18   | Saint-Sébastien    | 41  | 34 | 7  | 27 | 2477 | 2895 | -418 |

| Légende :                                  |
| - Qualification pour les playoffs          |
| - Relégation en LEB Oro                    |
| T : Tenant du titre                        |
| F : Finaliste de la saison 2014-2015       |
| R : Vainqueur de la Coupe du Roi 2014-2015 |
| P : Promu de LEB Oro 2014-2015             |
| 0                                          |
| Source: acb.com                            |

### Matches
| Résultats (dom.\ext.)                                              | AND     | BAD     | BAR   | BIL    | EST    | FUE    | GRA   | MAD    | MAL   | MAN    | MUR    | OBR    | SEB    | TEN    | SAR     | SEV    | VAL     | VIT    |
| Andorre-la-Vieille                                                 |         | 96-65   | 66-89 | 69-79  | 84-82  | 80-89  | 84-77 | 80-99  | 82-79 | 74-77  | 86-91  | 74-84  | 88-70  | 77-79  | 91-81   | 92-73  | 78-86   | 91-99  |
| Joventut Badalona                                                  | 79-90   |         | 59-85 | 73-92  | 75-58  | 79-66  | 96-76 | 69-79  | 84-90 | 63-76  | 94-84  | 74-71  | 90-88  | 83-75  | 71-70   | 89-83  | 66-73   | 68-89  |
| Barcelone                                                          | 84-79   | 83-74   |       | 66-57  | 89-67  | 76-65  | 85-75 | 86-91  | 83-77 | 84-57  | 77-71  | 67-57  | 97-61  | 93-58  | 84-76   | 108-54 | 91-94   | 89-68  |
| Bilbao                                                             | 83-72   | 85-77   | 55-77 |        | 85-91  | 86-71  | 59-85 | 92-99  | 88-70 | 73-63  | 90-79  | 88-83  | 80-71  | 64-67  | 72-73   | 101-82 | 104-111 | 89-83  |
| Estudiantes Madrid                                                 | 75-82   | 83-86   | 74-69 | 81-70  |        | 74-80  | 70-87 | 75-80  | 91-84 | 86-57  | 67-82  | 71-70  | 85-90  | 80-84  | 110-116 | 102-76 | 73-81   | 58-85  |
| Fuenlabrada                                                        | 78-72   | 80-81   | 82-84 | 79-75  | 85-71  |        | 92-72 | 91-85  | 89-79 | 78-60  | 61-73  | 90-85  | 94-82  | 85-94  | 105-85  | 79-81  | 81-86   | 97-108 |
| Gran Canaria                                                       | 98-85   | 82-67   | 81-96 | 91-85  | 82-80  | 109-88 |       | 93-103 | 98-65 | 88-59  | 87-75  | 88-75  | 97-64  | 90-80  | 91-79   | 76-67  | 68-84   | 93-90  |
| Real Madrid                                                        | 107-78  | 91-77   | 84-91 | 102-80 | 97-79  | 129-81 | 85-68 |        | 85-80 | 106-68 | 101-80 | 111-81 | 94-88  | 112-89 | 96-84   | 107-83 | 82-88   | 93-88  |
| Malaga                                                             | 82-71   | 70-59   | 77-81 | 82-77  | 89-59  | 81-59  | 92-87 | 62-88  |       | 85-58  | 79-90  | 73-65  | 94-55  | 85-75  | 77-69   | 71-66  | 77-65   | 66-74  |
| Manresa                                                            | 61-74   | 84-85   | 60-75 | 67-72  | 85-67  | 73-78  | 70-78 | 70-102 | 64-75 |        | 77-69  | 64-81  | 78-80  | 86-73  | 86-79   | 65-72  | 62-74   | 76-85  |
| Murcie                                                             | 76-72   | 80-78   | 74-82 | 96-68  | 83-70  | 99-75  | 71-75 | 99-104 | 58-60 | 73-75  |        | 87-83  | 78-64  | 88-83  | 110-102 | 80-76  | 80-62   | 68-66  |
| Obradoiro                                                          | 104-103 | 83-79   | 62-69 | 93-89  | 73-71  | 95-100 | 68-80 | 63-79  | 64-77 | 71-79  | 88-69  |        | 81-68  | 82-84  | 82-67   | 88-53  | 79-91   | 69-86  |
| Saint-Sébastien                                                    | 83-80   | 70-74   | 69-84 | 63-75  | 78-73  | 68-82  | 79-87 | 61-94  | 60-86 | 89-70  | 67-76  | 82-75  |        | 71-80  | 75-84   | 68-76  | 79-121  | 83-91  |
| Tenerife                                                           | 81-83   | 73-68   | 64-83 | 77-71  | 73-75  | 67-92  | 65-63 | 93-84  | 57-64 | 65-71  | 70-69  | 71-56  | 72-74  |        | 82-78   | 90-71  | 82-86   | 93-80  |
| Saragosse                                                          | 73-80   | 94-83   | 76-87 | 69-71  | 81-62  | 79-80  | 87-96 | 80-88  | 76-72 | 82-65  | 84-64  | 76-64  | 80-59  | 78-65  |         | 91-87  | 75-78   | 66-90  |
| Séville                                                            | 88-81   | 106-101 | 58-97 | 71-81  | 82-59  | 85-78  | 97-72 | 90-97  | 94-84 | 67-84  | 85-90  | 67-58  | 86-80  | 81-76  | 73-84   |        | 67-81   | 100-92 |
| Valence                                                            | 81-67   | 76-69   | 75-65 | 85-49  | 62-68  | 100-84 | 86-61 | 94-95  | 81-70 | 83-56  | 65-54  | 76-56  | 92-65  | 93-75  | 81-74   | 82-92  |         | 85-78  |
| Vitoria-Gasteiz                                                    | 95-83   | 102-99  | 87-79 | 108-62 | 107-77 | 101-79 | 77-67 | 86-80  | 56-83 | 83-80  | 90-67  | 82-75  | 101-73 | 92-98  | 100-71  | 89-73  | 79-73   |        |
| - Victoire à domicile - Victoire à l'extérieur - Match non disputé |         |         |       |        |        |        |       |        |       |        |        |        |        |        |         |        |         |        |

### Évolution du classement
| Équipe / Journée   | 1         | 2  | 3  | 4  | 5  | 6  | 7  | 8  | 9  | 10 | 11 | 12 | 13 | 14 | 15 | 16 | 17 | 18 | 19 | 20 | 21 | 22 | 23 | 24 | 25 | 26 | 27 | 28 | 29 | 30 | 31 | 32 | 33 | 34 |   |
| ------------------ | --------- | -- | -- | -- | -- | -- | -- | -- | -- | -- | -- | -- | -- | -- | -- | -- | -- | -- | -- | -- | -- | -- | -- | -- | -- | -- | -- | -- | -- | -- | -- | -- | -- | -- | - |
| Équipe / Journée   | Barcelone | 6  | 2  | 2  | 1  | 1  | 1  | 2  | 2  | 2  | 3  | 3  | 3  | 2  | 2  | 2  | 2  | 2  | 2  | 2  | 2  | 1  | 1  | 1  | 1  | 1  | 1  | 1  | 1  | 1  | 1  | 1  | 1  | 1  | 1 |
| Real Madrid        | 11        | 7  | 5  | 4  | 4  | 3  | 3  | 3  | 3  | 2  | 2  | 2  | 3  | 3  | 3  | 4  | 4  | 3  | 3  | 3  | 3  | 4  | 3  | 3  | 3  | 3  | 3  | 3  | 3  | 3  | 3  | 3  | 2  | 2  |   |
| Valence            | 8         | 5  | 4  | 3  | 2  | 2  | 1  | 1  | 1  | 1  | 1  | 1  | 1  | 1  | 1  | 1  | 1  | 1  | 1  | 1  | 2  | 2  | 2  | 2  | 2  | 2  | 2  | 2  | 2  | 2  | 2  | 2  | 3  | 3  |   |
| Vitoria-Gasteiz    | 3         | 3  | 3  | 2  | 5  | 4  | 4  | 4  | 4  | 4  | 4  | 4  | 4  | 4  | 4  | 3  | 3  | 4  | 4  | 4  | 4  | 3  | 4  | 4  | 4  | 4  | 4  | 4  | 4  | 4  | 4  | 4  | 4  | 4  |   |
| Gran Canaria       | 2         | 1  | 1  | 5  | 3  | 6  | 5  | 5  | 5  | 5  | 5  | 5  | 5  | 5  | 5  | 5  | 5  | 5  | 5  | 5  | 5  | 5  | 5  | 5  | 5  | 5  | 5  | 5  | 5  | 5  | 5  | 5  | 5  | 5  |   |
| Malaga             | 9         | 4  | 7  | 10 | 8  | 9  | 9  | 8  | 6  | 6  | 6  | 9  | 7  | 8  | 6  | 6  | 8  | 7  | 6  | 7  | 9  | 9  | 7  | 7  | 7  | 6  | 6  | 6  | 6  | 6  | 6  | 6  | 6  | 6  |   |
| Murcie             | 10        | 15 | 14 | 14 | 10 | 11 | 13 | 12 | 14 | 14 | 14 | 15 | 13 | 15 | 11 | 10 | 10 | 10 | 10 | 10 | 8  | 7  | 8  | 9  | 8  | 10 | 8  | 9  | 9  | 9  | 8  | 8  | 7  | 7  |   |
| Fuenlabrada        | 4         | 11 | 13 | 11 | 11 | 8  | 10 | 11 | 9  | 13 | 10 | 6  | 9  | 7  | 9  | 9  | 7  | 6  | 7  | 6  | 6  | 6  | 6  | 6  | 6  | 7  | 7  | 7  | 8  | 7  | 7  | 7  | 8  | 8  |   |
| Tenerife           | 13        | 14 | 15 | 16 | 17 | 16 | 14 | 15 | 13 | 12 | 13 | 14 | 15 | 14 | 15 | 12 | 11 | 12 | 12 | 12 | 11 | 12 | 11 | 11 | 9  | 8  | 9  | 10 | 10 | 10 | 10 | 10 | 9  | 9  |   |
| Bilbao             | 5         | 13 | 10 | 7  | 9  | 10 | 8  | 9  | 11 | 10 | 9  | 12 | 8  | 11 | 8  | 8  | 6  | 9  | 8  | 8  | 7  | 8  | 9  | 8  | 10 | 9  | 10 | 8  | 7  | 8  | 9  | 9  | 10 | 10 |   |
| Séville            | 18        | 18 | 18 | 17 | 16 | 14 | 15 | 14 | 15 | 15 | 15 | 13 | 14 | 16 | 16 | 16 | 16 | 16 | 16 | 16 | 14 | 16 | 13 | 13 | 13 | 13 | 13 | 13 | 11 | 12 | 11 | 11 | 11 | 11 |   |
| Saragosse          | 12        | 8  | 11 | 12 | 13 | 15 | 16 | 16 | 16 | 16 | 16 | 16 | 16 | 13 | 14 | 15 | 15 | 15 | 14 | 14 | 15 | 13 | 14 | 14 | 14 | 14 | 14 | 15 | 14 | 13 | 14 | 14 | 13 | 12 |   |
| Joventut Badalona  | 7         | 9  | 8  | 6  | 6  | 5  | 6  | 7  | 8  | 8  | 8  | 11 | 12 | 10 | 12 | 13 | 12 | 11 | 11 | 11 | 12 | 11 | 12 | 12 | 12 | 12 | 12 | 12 | 13 | 14 | 13 | 13 | 14 | 13 |   |
| Andorre-la-Vieille | 14        | 12 | 12 | 13 | 14 | 12 | 11 | 13 | 10 | 9  | 11 | 7  | 6  | 6  | 7  | 7  | 9  | 8  | 9  | 9  | 10 | 10 | 10 | 10 | 11 | 11 | 11 | 11 | 12 | 11 | 12 | 12 | 12 | 14 |   |
| Obradoiro          | 1         | 6  | 6  | 8  | 7  | 7  | 7  | 6  | 7  | 7  | 7  | 10 | 11 | 9  | 10 | 11 | 14 | 14 | 15 | 15 | 16 | 14 | 15 | 15 | 16 | 16 | 16 | 17 | 16 | 16 | 16 | 16 | 15 | 15 |   |
| Manresa            | 15        | 10 | 9  | 9  | 12 | 13 | 12 | 10 | 12 | 11 | 12 | 8  | 10 | 12 | 13 | 14 | 13 | 13 | 13 | 13 | 13 | 15 | 16 | 16 | 15 | 15 | 15 | 14 | 15 | 15 | 15 | 15 | 16 | 16 |   |
| Estudiantes        | 16        | 16 | 16 | 15 | 15 | 17 | 17 | 17 | 17 | 17 | 17 | 17 | 17 | 17 | 17 | 17 | 17 | 17 | 18 | 17 | 17 | 17 | 17 | 17 | 17 | 17 | 17 | 16 | 17 | 17 | 17 | 17 | 17 | 17 |   |
| Saint-Sébastien    | 17        | 17 | 17 | 18 | 18 | 18 | 18 | 18 | 18 | 18 | 18 | 18 | 18 | 18 | 18 | 18 | 18 | 18 | 17 | 18 | 18 | 18 | 18 | 18 | 18 | 18 | 18 | 18 | 18 | 18 | 18 | 18 | 18 | 18 |   |

### Leaders statistiques
| Catégorie                     | Joueur              | Équipe          | Moyenne |
| ----------------------------- | ------------------- | --------------- | ------- |
| Évaluation par match          | Dejan Musli         | Manresa         | 19,67   |
| Points par match              | Darius Adams        | Vitoria-Gasteiz | 17,24   |
| Rebonds par match             | Dejan Musli         | Manresa         | 7,42    |
| Rebonds défensifs par match   | Ante Tomić          | Barcelone       | 5,76    |
| Rebonds offensifs par match   | Ondřej Balvín       | Séville         | 2,59    |
| Passes décisives par match    | Sergio Rodríguez    | Real Madrid     | 6,10    |
| Interceptions par match       | Angelo Caloiaro     | Obradoiro       | 2,00    |
| Balles perdues par match      | Darius Adams        | Vitoria-Gasteiz | 3,09    |
| Contres par match             | Vyacheslav Kravtsov | Saragosse       | 1,38    |
| Fautes par match              | Geórgios Bógris     | Bilbao          | 3,47    |
| Fautes provoquées par match   | Facundo Campazzo    | Murcie          | 5,09    |
| Dunks par match               | Ondřej Balvín       | Séville         | 2,32    |
| Pourcentage aux tirs          |                     |                 |         |
| Pourcentage aux lancer-francs | Albert Oliver       | Gran Canaria    | 92,93 % |
| Pourcentage à 2 points        | Gustavo Ayón        | Real Madrid     | 69,08 % |
| Pourcentage à 3 points        | Jaycee Carroll      | Real Madrid     | 53,05 % |

## Playoffs
|  | Quarts de finale | Quarts de finale | Quarts de finale | Quarts de finale | Quarts de finale |    |           | Demi-finales    | Demi-finales | Demi-finales | Demi-finales | Demi-finales | Demi-finales | Demi-finales |  |  | Finale | Finale    | Finale | Finale | Finale | Finale | Finale |
|  |                  |                  |                  |                  |                  |    |           |                 |              |              |              |              |              |              |  |  |        |           |        |        |        |        |        |
|  | 1                | Barcelone        | 99               | 84               |                  |    |           |                 |              |              |              |              |              |              |  |  |        |           |        |        |        |        |        |
|  | 8                | Fuenlabrada      | 65               | 68               |                  |    |           |                 |              |              |              |              |              |              |  |  |        |           |        |        |        |        |        |
|  | 8                | Fuenlabrada      | 65               | 68               |                  | 1  | Barcelone | 84              | 73           | 83           | 85           |              |              |              |  |  |        |           |        |        |        |        |        |
|  |                  |                  |                  |                  |                  | 1  | Barcelone | 84              | 73           | 83           | 85           |              |              |              |  |  |        |           |        |        |        |        |        |
|  |                  | 4                | Vitoria-Gasteiz  | 57               | 68               | 89 | 63        |                 |              |              |              |              |              |              |  |  |        |           |        |        |        |        |        |
|  | 4                | 4                | Vitoria-Gasteiz  | 57               | 68               | 89 | 63        | Vitoria-Gasteiz | 81           | 87           | 78           |              |              |              |  |  |        |           |        |        |        |        |        |
|  | 4                |                  |                  |                  |                  |    |           | Vitoria-Gasteiz | 81           | 87           | 78           |              |              |              |  |  |        |           |        |        |        |        |        |
|  | 5                | Gran Canaria     | 76               | 93               | 71               |    |           |                 |              |              |              |              |              |              |  |  |        |           |        |        |        |        |        |
|  |                  |                  |                  |                  |                  |    |           |                 |              |              |              |              |              |              |  |  | 1      | Barcelone | 100    | 70     | 74     | 84     |        |
|  |                  | 2                | Real Madrid      | 99               | 90               | 91 | 91        |                 |              |              |              |              |              |              |  |  |        |           |        |        |        |        |        |
|  | 2                | Real Madrid      | 107              | 87               | 93               |    |           |                 |              |              |              |              |              |              |  |  |        |           |        |        |        |        |        |
|  | 7                | Murcie           | 103              | 91               | 72               |    |           |                 |              |              |              |              |              |              |  |  |        |           |        |        |        |        |        |
|  | 7                | Murcie           | 103              | 91               | 72               |    | 2         | Real Madrid     | 82           | 97           | 86           | 82           |              |              |  |  |        |           |        |        |        |        |        |
|  |                  |                  |                  |                  |                  |    | 2         | Real Madrid     | 82           | 97           | 86           | 82           |              |              |  |  |        |           |        |        |        |        |        |
|  |                  | 3                | Valence          | 57               | 88               | 87 | 80        |                 |              |              |              |              |              |              |  |  |        |           |        |        |        |        |        |
|  | 3                | 3                | Valence          | 57               | 88               | 87 | 80        | Valence         | 79           | 88           |              |              |              |              |  |  |        |           |        |        |        |        |        |
|  | 3                |                  |                  |                  |                  |    |           | Valence         | 79           | 88           |              |              |              |              |  |  |        |           |        |        |        |        |        |
|  | 6                | Malaga           | 75               | 59               |                  |    |           |                 |              |              |              |              |              |              |  |  |        |           |        |        |        |        |        |

## Récompenses individuelles

### Distinctions de fin de saison
| Meilleur joueur - Ioánnis Bouroúsis (Vitoria-Gasteiz) Meilleur jeune - Juan Hernangómez (Estudiantes Madrid) Meilleur entraîneur - Xavi Pascual (Barcelone) Meilleur marqueur - Darius Adams (Vitoria-Gasteiz) Meilleur passeur - Sergio Rodríguez (Real Madrid) Meilleur tireur à trois points - Darius Adams (Vitoria-Gasteiz) Joueur le plus spectaculaire - Tomáš Satoranský (Barcelone) Joueur le plus combatif - Álex Mumbrú (Bilbao) | Meilleur cinq majeur - Sergio Rodríguez (Real Madrid) - Darius Adams (Vitoria-Gasteiz) - Álex Mumbrú (Bilbao) - Justin Hamilton (Valence) - Ioánnis Bouroúsis (Vitoria-Gasteiz) Deuxième cinq majeur - Tomáš Satoranský (Barcelone) - Marko Popović (Fuenlabrada) - Ádám Hanga (Vitoria-Gasteiz) - Gustavo Ayón (Real Madrid) - Dejan Musli (Manresa) Meilleur cinq majeur jeune - Ludvig Håkanson (Séville) - Luka Dončić (Real Madrid) - Santiago Yusta (Obradoiro) - Juan Hernangómez (Estudiantes Madrid) - Willy Hernangómez (Real Madrid) |

### Meilleur joueur par mois
| Octobre - Dejan Musli (Manresa) Novembre - Justin Hamilton (Valence) Décembre - Ioánnis Bouroúsis (Vitoria-Gasteiz) Janvier - Ioánnis Bouroúsis (Vitoria-Gasteiz) | Février - Sergio Llull (Real Madrid) Mars - Boštjan Nachbar (Séville) Avril - Tomáš Satoranský (Barcelone) Mai - Gustavo Ayón (Real Madrid) |

## Clubs engagés en Coupe d'Europe

### Euroligue
| Équipe          | Saison régulière | Saison régulière | Top 16         | Top 16       | Playoffs        | Playoffs    | Bilan général |
| Équipe          | Groupe           | Vic-Def          | Groupe         | Vic-Def      | Stade           | Vic-Def     | Vic-Def       |
| Barcelone       | 2e du groupe C   | 6 - 4 (60%)      | 3e du groupe F | 8 - 6 (57%)  | Quart de finale | 2 - 3 (40%) | 16 - 13 (55%) |
| Malaga          | 2e du groupe D   | 7 - 3 (70%)      | 7e du groupe E | 4 - 10 (29%) | Éliminé         | Éliminé     | 11 - 13 (46%) |
| Real Madrid     | 3e du groupe A   | 5 - 5 (50%)      | 4e du groupe F | 7 - 7 (50%)  | Quart de finale | 0 - 3 (0%)  | 12 - 15 (44%) |
| Vitoria-Gasteiz | 2e du groupe B   | 6 - 4 (60%)      | 2e du groupe F | 9 - 5 (64%)  | Quatrième       | 3 - 2 (60%) | 18 - 29 (62%) |

### Eurocoupe
| Équipe       | Saison régulière | Saison régulière | Last 32         | Last 32     | Playoffs           | Playoffs    | Bilan général |
| Équipe       | Groupe           | Vic-Def          | Groupe          | Vic-Def     | Stade              | Vic-Def     | Vic-Def       |
| Bilbao       | 1er du groupe A  | 8 - 2 (80%)      | 3e du groupe G  | 3 - 3 (50%) | Éliminé            | Éliminé     | 11 - 5 (69%)  |
| Gran Canaria | 1er du groupe B  | 8 - 2 (80%)      | 1er du groupe H | 5 - 1 (83%) | Demi-finale        | 3 - 3 (50%) | 16 - 6 (73%)  |
| Saragosse    | 2e du groupe C   | 7 - 3 (70%)      | 2e du groupe N  | 4 - 2 (67%) | Huitième de finale | 1 - 1 (50%) | 12 - 6 (67%)  |
| Valence      | 1er du groupe C  | 10 - 0 (100%)    | 3e du groupe I  | 3 - 3 (50%) | Éliminé            | Éliminé     | 13 - 3 (81%)  |